# Ashley Scott

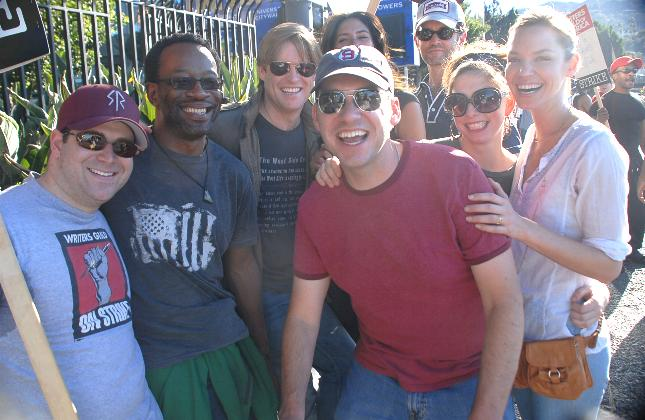
Ashley Scott (längst till höger) tillsammans med ensemblen från tv-serien Jericho.

Ashley McCall Scott, född 13 juli 1977 i Metairie, Louisiana, USA, är en amerikansk skådespelare. Hon är känd för sina insatser i TV och i filmer, som bland annat inkluderar hennes roll i TV-serien Dark Angel och Birds of Prey.